# Pablo José Stredel Mata
Pablo José Stredel Mata (Carúpano, Venezuela, 9 de abril de 1991) es un violinista y director de orquesta venezolano radicado en México. Ha sido solista con diversas orquestas en América Latina y Estados Unidos, y es director artístico de la Orquesta Beethoven de Jalisco.

## Biografía
Stredel inició sus estudios musicales a temprana edad en su ciudad natal, Carúpano. Posteriormente, se trasladó a México, donde continuó su formación musical y actividad profesional.

## Formación académica
Es licenciado en música por la Associated Board of the Royal Schools of Music de Londres. Realizó estudios de maestría en interpretación de violín en la Universidad de Temple de Filadelfia, Estados Unidos. En 2019, ganó la competencia de concierto de dicha universidad, lo que le permitió presentarse como solista con la orquesta sinfónica de la institución.

## Carrera profesional
Ha actuado como solista con agrupaciones como la Orquesta Sinfónica de Venezuela, la Orquesta Filarmónica de Jalisco y la Orquesta Solistas de América.
Actualmente, es director artístico de la Orquesta Beethoven de Jalisco.

## Premios y reconocimientos
- Premios Pepsi Music 2022 (Venezuela):[4]
  - Mejor Artista de Música Clásica
  - Mejor Tema de Música Clásica por «Sonata No. 1 en Sol Mayor I, Vivace» de Telemann
  - Mejor Álbum de Música Clásica por 6 Sonatas Canónicas de Telemann

- Temple University Concerto Competition: Ganador en 2019.[1]

## Discografía
- 6 Sonatas Canónicas de Telemann (2021)[5]
- Virtuoso y Cantábile (2022)